# أل سيسنيروس
أل سيسنيروس (بالإنجليزية: Al Cisneros)‏ هو مغني أمريكي، ولد في 23 سبتمبر 1973 في سان خوسيه في الولايات المتحدة.

## وصلات خارجية
- أل سيسنيروس على موقع IMDb (الإنجليزية)
- أل سيسنيروس على موقع ميوزك برينز (الإنجليزية)
- أل سيسنيروس على موقع أول ميوزيك (الإنجليزية)
- أل سيسنيروس على موقع ديسكوغز (الإنجليزية)